# René De Rey
René De Rey (* 22. Juni 1931 in Zemst; † 28. November 2024 in Mechelen) war ein belgischer Radrennfahrer und nationaler Meister im Radsport.

## Sportliche Laufbahn
1957 wurde er nationaler Meister im Querfeldeinrennen (heutige Bezeichnung Cyclocross) vor Georges Furnière, er startete als Amateur. 1959 wurde er erneut Meister, ebenfalls noch als Amateur. Er siegte vor Firmin Van Kerrebroeck. 1961 wechselte er in die Klasse der Unabhängigen. Von 1966 bis 1970 startete er als Berufsfahrer. In der Saison 1958 gewann er 16 Querfeldeinrennen, insgesamt siegte er in mehr als 40 Rennen in seiner Laufbahn. Sein Sohn Ludo De Rey war ebenfalls Radrennfahrer.